# Archidiecezja Santiago de Cuba

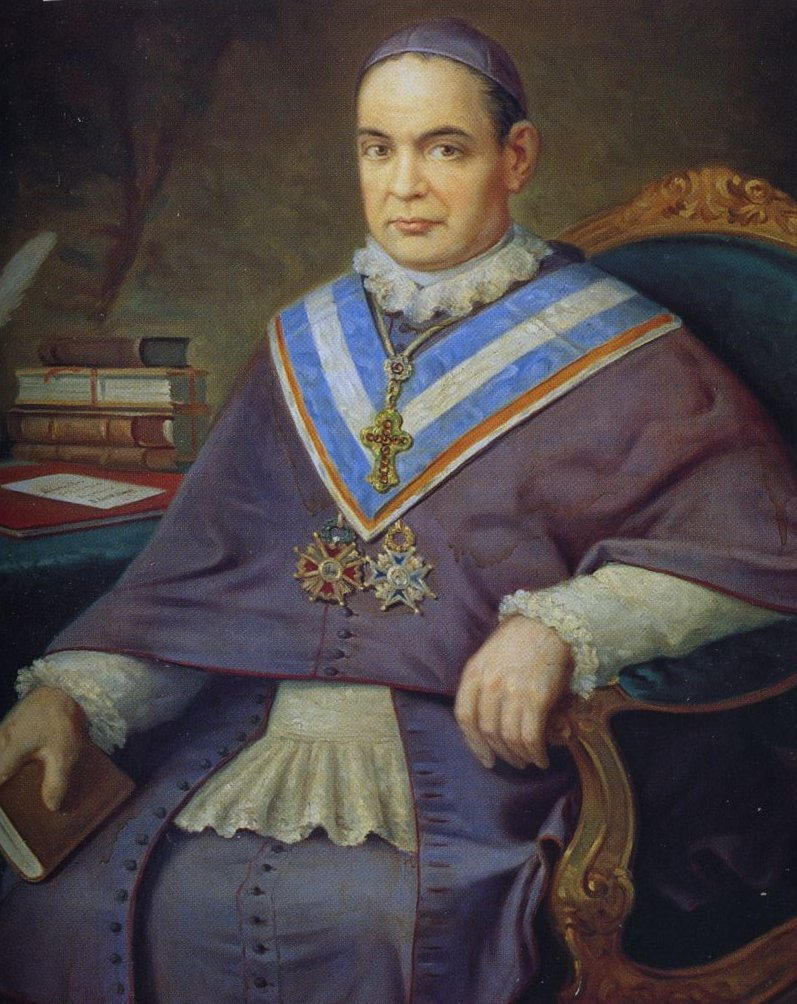
św. Antoni Maria Claret CMF arcybiskup Santiago de Cuba w latach 1850–1859

Archidiecezja Santiago de Cuba (łac. Archidioecesis Sancti Iacobi in Cuba, hiszp. Arquidiócesis de Santiago de Cuba) – rzymskokatolicka archidiecezja ze stolicą w Santiago de Cuba na Kubie. Najstarsza kubańska diecezja. Arcybiskupi Santiago de Cuba są również metropolitami metropolii o tej samej nazwie oraz noszą tytuł prymasów Kuby.
W 2022 na terenie archidiecezji pracowało 17 zakonników i 34 sióstr zakonnych.
Na terenie archidiecezji znajduje się sanktuarium Matki Bożej Miłosierdzia w El Cobre.

## Sufraganie
Sufraganiami archidiecezji Santiago de Cuba są:
- diecezja Guantánamo-Baracoa
- diecezja Holguín
- diecezja Santisimo Salvador de Bayamo y Manzanillo

## Historia
W 1518, z mocy decyzji Leona X, wyrażonej w bulli Super specula, erygowano diecezję kubańską (inna nazwa diecezja Baracoa) z siedzibą biskupią w pierwszej stolicy kolonii Baracoi. Do tej pory tereny nowej diecezji należały do biskupstwa Santo Domingo (obecnie archidiecezja Santo Domingo) ze stolicą na Hispanioli. Nowa diecezja została sufraganią arcybiskupstwa Sewilli w Hiszpanii. W skład diecezji kubańskiej prócz samej wyspy wchodziły m.in. Luizjana i Floryda.
W 1522 przeniesiono stolicę władz świeckich kolonii do Santiago de Cuba. W ślad za królewskimi urzędnikami przeniesiono stolicę biskupią. 28 kwietnia tego roku zmieniono nazwę omawianej jednostki na diecezja Santiago de Cuba.
12 lutego 1546 diecezja Santiago de Cuba została sufraganią arcybiskupstwa Santo Domingo.
10 września 1787 z terytorium biskupstwa Santiago de Cuba wydzielono drugą kubańską diecezję – Hawanę (obecnie archidiecezja San Cristobal de la Habana).
24 listopada 1803 papież Pius VII bullą In universalis Ecclesiae regimine podniósł diecezję Santiago de Cuba do godności arcybiskupstwa i stolicy metropolii. Była to pierwsza i do 1925 jedyna archidiecezja na Kubie.
W XX wieku z arcybiskupstwa Santiago de Cuba wydzielono:
- 10 grudnia 1912 diecezję Camagüey (obecnie archidiecezja Camagüey)
- 8 stycznia 1979 diecezję Holguín
- 9 grudnia 1995 diecezję Santisimo Salvador de Bayamo y Manzanillo
- 24 stycznia 1998 diecezję Guantánamo–Baracoa

W dniach 26–27 marca 2012 Santiago de Cuba odwiedził Benedykt XVI. Natomiast w dniach 21-22 września 2015 miasto odwiedził Franciszek.

## Ordynariusze
Obecny arcybiskupem metropolitą Santiago de Cuba jest Dionisio García Ibáñez. Posługę biskupią na tej katedrze sprawuje od 10 lutego 2007.
Arcybiskupem Santiago de Cuba w latach 1850–1859 był św. Antoni Maria Claret CMF.

### Biskup kubański (Baracoa)
- Juan de Witte Hoos OP (1516 - 1525)

### Biskupi Santiago de Cuba
- Sebastián de Salamanca OP (1525 - 1526)
- Miguel Ramírez de Salamanca OP (1530 - 1534)
- Diego de Sarmiento OCart (1535 - 1544)
- Fernando de Uranga (1550 - 1556)
- Bernardino de Villalpando CRSA (1561 - 1564) następnie mianowany biskupem Santiago de Guatemala
- Juan del Castillo (1564 - 1578)
- Juan Antonio Diaz de Salcedo OFMObs (1580 - 1597) następnie mianowany biskupem nikaraguańskim
- Bartolomé de la Plaza OFM (1597 - 1602)
- Juan de las Cabezas Altamirano (1602 - 1610) następnie mianowany biskupem Santiago de Guatemala
- Alonso Orozco Enriquez de Armendáriz Castellanos y Toledo OdeM (1610 - 1624) następnie mianowany biskupem Michoacán
- Gregorio de Alarcón OAD (1624 - 1624)
- Leonel de Cervantes y Caravajal (1625 - 1629) następnie mianowany biskupem Guadalajary
- Jerónimo Manrique de Lara y de Herrera OdeM (1630 - 1644)
- Martín de Zelaya y Oláriz (1645 - 1649)
- Nicolás de la Torre Muñoz (1649 - 1653)
- Juan de Montiel (1655 - 1657)
- Pedro de Reina Maldonado (1659 - 1660)
- Juan de Sancto Mathía Sáenz de Mañozca y Murillo (1661 - 1668) następnie mianowany biskupem Santiago de Guatemala
- Alfonso Bernardo de los Ríos y Guzmán OSsT (1668 - 1671) następnie mianowany biskupem Ciudad Rodrigo
- Gabriel Díaz Vara y Calderón (1671 - 1676)
- Juan Antonio García de Palacios (1677 - 1682)
- Baltasar de Figueroa OCist (1683 - 1684)
- Diego Evelino Hurtado de Compostela (1685 - 1704)
- Jerónimo Nosti de Valdés OSBas (1705 - 1729)
- Francisco de Izarregui (1730) zrezygnował przed objęciem katedry
- Gaspar de Molina y Oviedo OESA (1730 - 1731) następnie mianowany biskupem barcelońskim
- José Laso de la Vega y Cansino OFM (1731 - 1752)
- Pedro Agustín Morell de Santa Cruz y Lora (1753 - 1768)
- Santiago José Hechavarría y Elguesúa (1770 - 1788) następnie mianowany biskupem Tlaxcali
- Antonio Feliú y Centena (1789 - 1791)
- Joaquín de Osés y Alzúa y Caparacio (1792 - 1803)

### Arcybiskupi Santiago de Cuba
- Joaquín de Osés y Alzúa y Caparacio (1803 - 1823)
- Mariano Rodríguez de Olmedo y Valle (1825 - 1831)
- Cirilo de Alameda y Brea OFMObs (1831 - 1849) następnie mianowany arcybiskupem Burgos
- św. Antoni Maria Claret CMF (1850 - 1859)
- Manuel María Negueruela Mendi (1859 - 1861)
- Primo Calvo y López (1861 - 1868)
- José María Martín de Herrera y de la Iglesia (1875 - 1889) następnie mianowany arcybiskupem Santiago de Compostela
- José María Cos y Macho (1889 - 1892) Appointed, następnie mianowany biskupem madryckim
- Francisco Sáenz de Urturi y Crespo OFMObs (1894 - 1899)
- Francisco de Paula Barnada y Aguilar (1899 - 1913)
- Felix Ambrosio Guerra SDB (1916 - 1925)
- Valentín de la Asunción Zubizarreta y Unamunsaga OCD (1925 - 1948)
- Enrique Pérez Serantes (1948 - 1968)
- Pedro Claro Meurice Estiu (1970 - 2007)
- Dionisio García Ibáñez (2007 - nadal)